# معركة الذهيبة
معركة الذهيبة كانت صراعًا خلال الحرب الأهلية الليبية في بلدة وازن الحدودية الليبية التونسية. حققت قوات المتمردين انتصارًا أوليًا، لكنه لم يدم طويلاً حيث أعاد رجال القذافي احتلال المدينة، ليخسروها مرة أخرى أمام المتمردين. امتدت المعركة إلى الأراضي التونسية في عدة مناسبات، مما أدى إلى اشتباكات مع الجيش التونسي (الذي لم ينحاز إلى أي جانب في المعركة).

## سياق المعركة
بعد أن استولت قوات الثورة الليبية على معبر وزان الحدودي مع تونس يوم الإربعاء الذي سبق المعركة، قامت كتائب القذافي في اليوم الذي تلاه بمهاجمة المعبر ودفع قوات الثوار إلى داخل التراب التونسي. يوم الجمعة قامت الكتائب بمهاجمة الثوار الليبين المتمركزين داخل بلدة الذهيبة التونسية قرب الحدود وقصفها بالقذائف مما أدى إلى نشوب المعركة بين الجيش التونسي والكتائب، نجم ن ذلك مقتل امراة واصابة اثنين من المدنيين واحتجاز 16 سيارة لكتائب القذافي. وذكر مساعد وزير الخارجية التونسي رضوان نويصر أن بلاده أبلغت السفير الليبي أبلغ درجات الاحتجاج على خرق الكتائب لحرمة الأراضي التونسية وقال أن هذا الخرق هو الثالث من لدن كتائب القذافي وأنها ترد على الاحتجاجات التونسية بالإعتذار والتعهد بالكف عن مثلها.

## إحالات
1. ↑  قتال بين كتائب القذافي والقوات التونسية في الذهيبة. نسخة محفوظة 2020-04-06 على موقع واي باك مشين.
2. ↑  Daragahi، Borzou (25 يونيو 2011). "Libyan's western front joins battle". Los Angeles Times. مؤرشف من الأصل في 2023-05-02.
3. ↑  تونس تحتج والثوار يستعيدون وازن. نسخة محفوظة 02 مايو 2011 على موقع واي باك مشين.